# Cavnic
Cavnic (maďarsky Kapnikbánya, německy Kapnik) je město v župě Maramureš v Sedmihradsku v Rumunsku. Žije zde přibližně 4 300 obyvatel.

## Osobnosti
- Ignác Antonín Born (1742–1791), rakouský osvícenec, mineralog a geolog

## Galerie

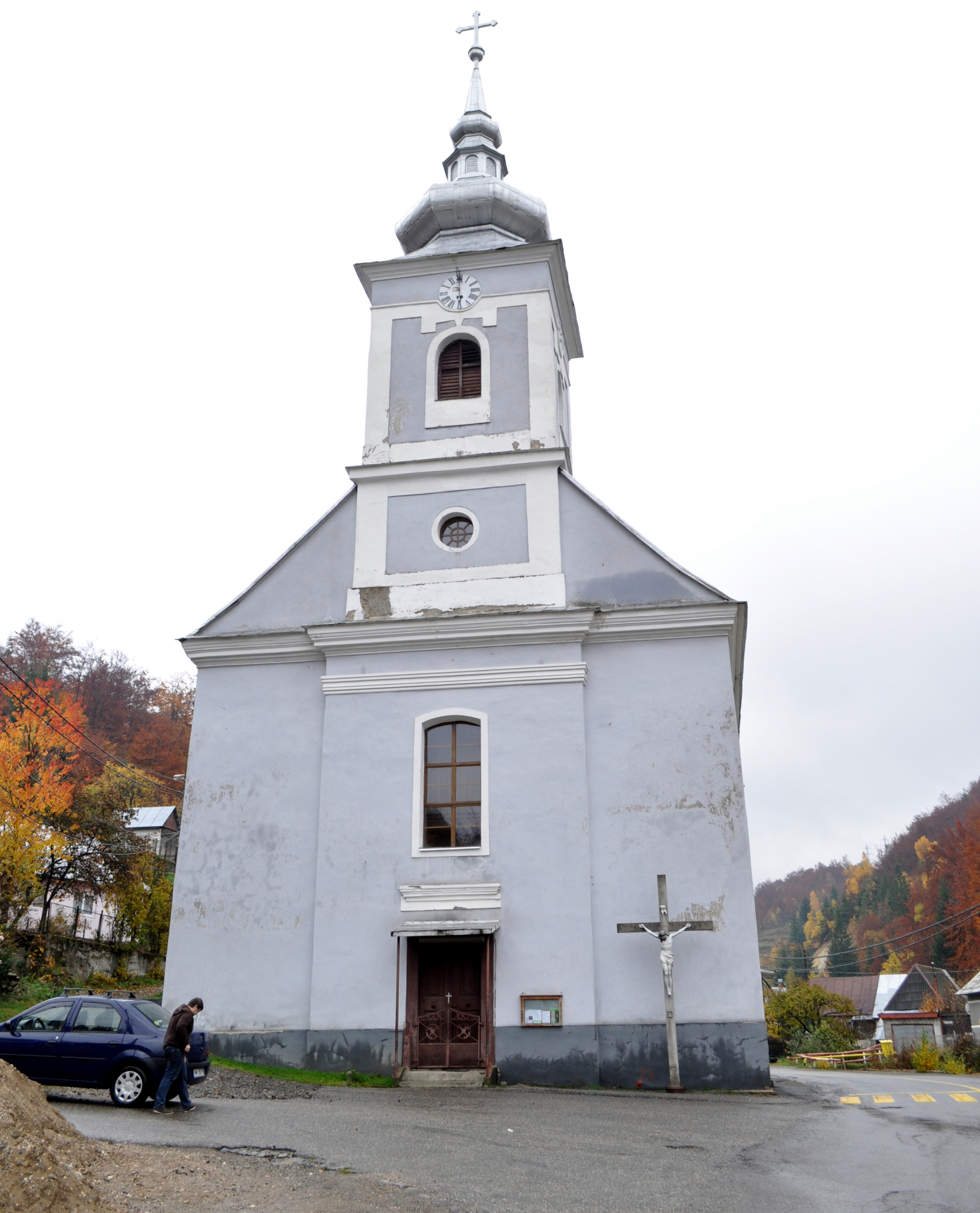
Římskokatolický kostel sv. Varvary (Barbory)
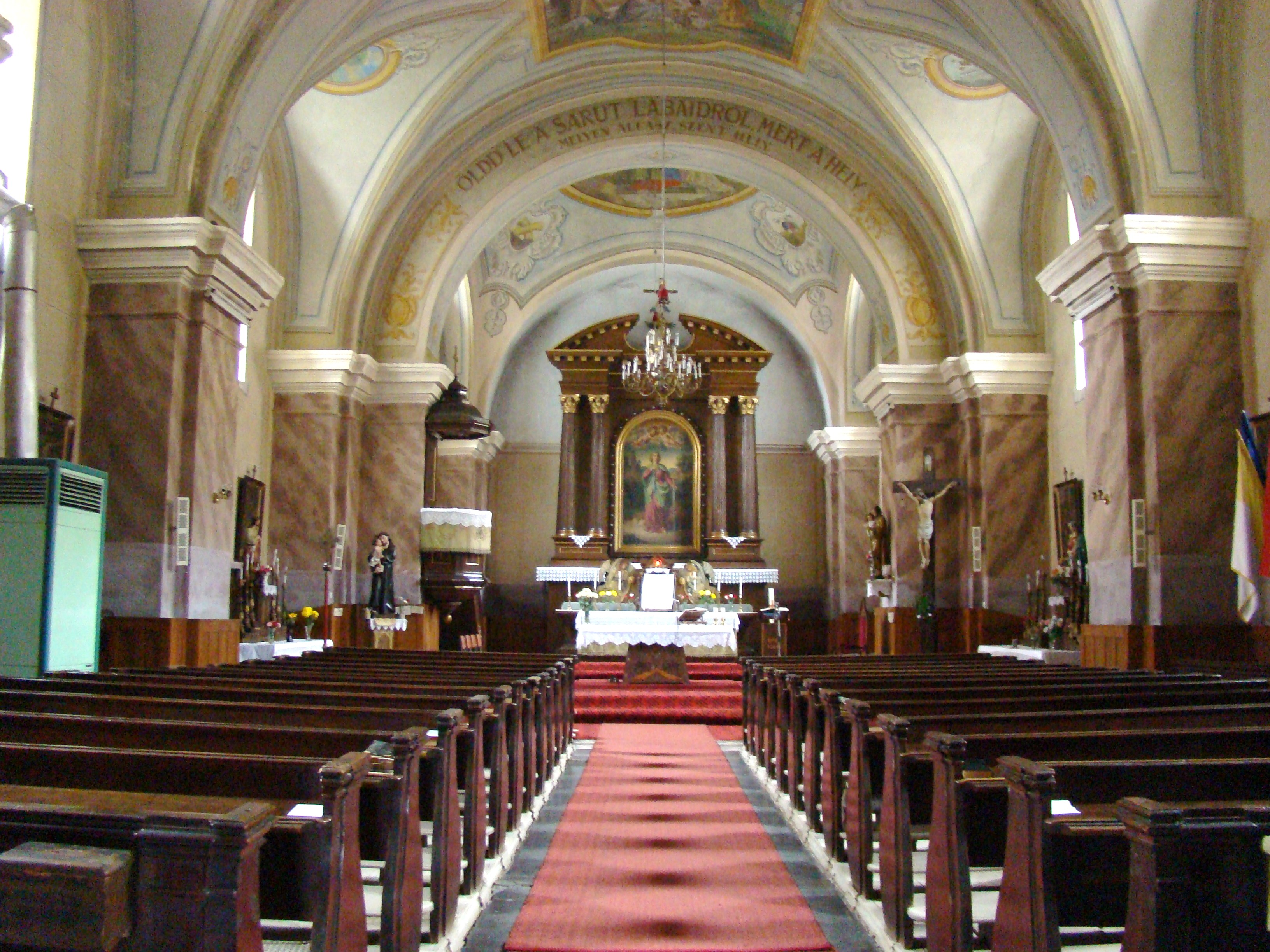
Interiér kostela sv. Varvary
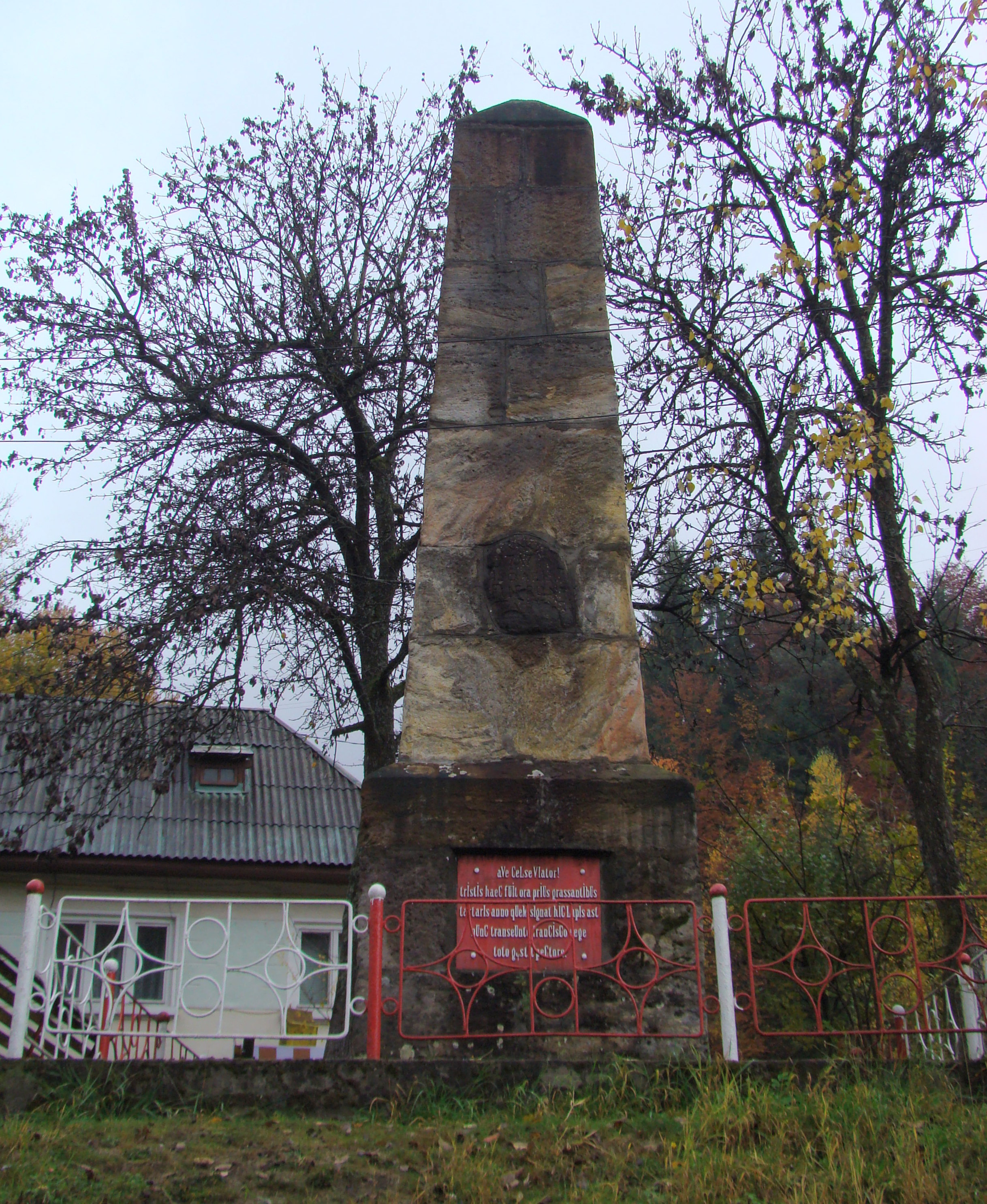
Pomník na oslavu vítězství nad Tatary v roce 1717
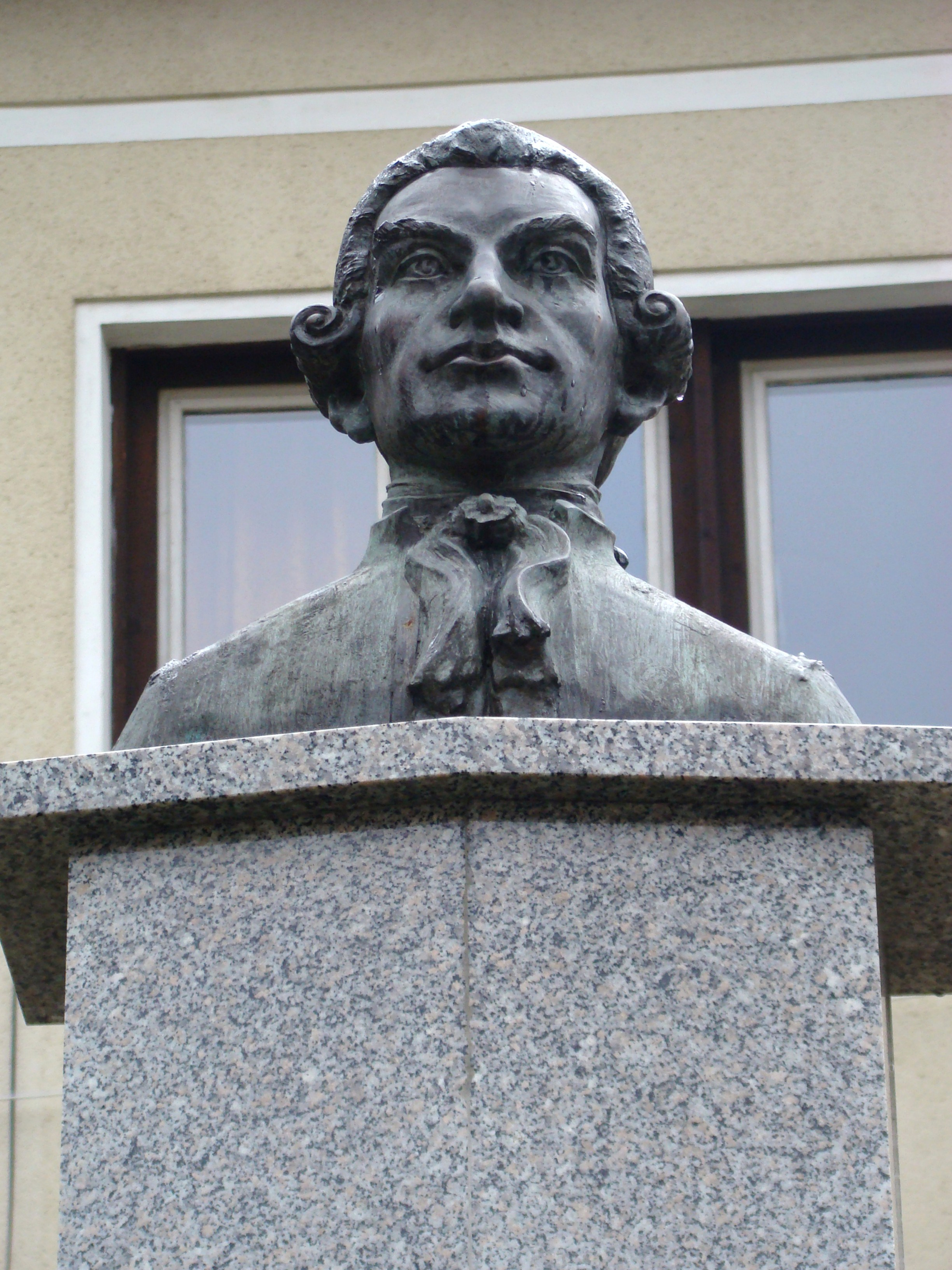
Busta I. A. Borna